# Philip Tartaglia
Philip Tartaglia (Glasgow, 11 gennaio 1951 – Glasgow, 13 gennaio 2021) è stato un arcivescovo cattolico scozzese.

## Biografia
Monsignor Philip Tartaglia nacque a Glasgow l'11 gennaio 1951 ed era il figlio maggiore di Guido e Annita Tartaglia. I due erano originari di Picinisco. Aveva tre fratelli e cinque sorelle. Anche uno di essi, Gerry, è presbitero.

### Formazione e ministero sacerdotale
Dopo gli studi primari alla St. Thomas School di Riddrie proseguì la sua istruzione secondaria alla San Mungo Academy di Glasgow, prima di passare al seminario minore St. Vincent College a Langbank e, più tardi, al St. Mary College di Blair, vicino ad Aberdeen. Successivamente, come alunno del Pontificio collegio scozzese a Roma, ha compiuto gli studi superiori alla Pontificia Università Gregoriana, ottenendo le licenze in filosofia e teologia.
Il 30 giugno 1975 è stato ordinato presbitero per l'arcidiocesi di Glasgow nella chiesa di Nostra Signora del Buon Consiglio a Dennistoun da monsignor Thomas Joseph Winning. Fu per due anni vicario parrocchiale e poi tornò a Roma per completare gli studi. Nel 1980 conseguì il dottorato in teologia presso la Pontificia Università Gregoriana con un elaborato sull'insegnamento dell'eucaristia nel Concilio di Trento. Tornato in patria venne nominato vicario parrocchiale della parrocchia di Nostra Signora di Lourdes a Cardonald e allo stesso tempo cominciò a insegnare al St. Peter's College a Newlands, un sobborgo di Glasgow. Un anno dopo venne nominato docente a tempo pieno e nel 1983 fu promosso a direttore degli studi. Quando nel 1985 venne aperto il Chesters College a Bearsden ne divenne vice rettore. Nel 1987 venne nominato rettore. Prestò servizio come rettore fino al 1993 quando fu inviato come vicario parrocchiale della parrocchia di San Patrizio a Dumbarton prima di essere nominato parroco della parrocchia di Santa Maria a Duntocher nel 1995. Fu anche membro di diverse commissioni ecumeniche. Nel 2004 la Conferenza episcopale di Scozia lo nominò rettore del Pontificio collegio scozzese a Roma.

### Ministero episcopale
Il 13 settembre 2005 papa Benedetto XVI lo nominò vescovo di Paisley. Ricevette l'ordinazione episcopale il 20 novembre successivo nella cattedrale di Paisley dall'arcivescovo metropolita di Glasgow Mario Joseph Conti, coconsacranti l'arcivescovo metropolita di Saint Louis Raymond Leo Burke e il vescovo emerito di Paisley John Aloysius Mone. Durante la stessa celebrazione prese possesso dell'arcidiocesi.
Nel 2006 attirò diverse critiche per l'aver attaccato la legislazione britannica relativa alla famiglia. Diede il suo parere sulla legge che rese il divorzio più veloce e più facile, sulla legislazione sul partenariato civile che riconosce alle relazioni omosessuali uno status giuridico e la legge di riconoscimento di genere, che consente alle persone di cambiare la loro designazione di genere. Secondo lui questi provvedimenti minavano la famiglia nella società: "Nei nostri tempi, le menti di molti sono state così oscurate dalla cupidigia e dalla ricerca egoista della loro gratificazione che hanno perso di vista la legge naturale che Dio ha scritto nella sua creazione [...]". Ripeté questo nel 2010 quando scrisse al Primo ministro David Cameron insistendo sul fatto che "la Chiesa cattolica non registrerà né partenariati civili, né festeggerà le unioni civili omosessuali: non adesso, non in futuro, mai, non importa quale legislazione o regolamenti il tuo governo abbia o accetta". Criticò anche la decisione del governo britannico di potenziare la sua capacità di armi nucleari.
Nel 2008, come presidente della commissione nazionale delle comunicazioni della Conferenza episcopale di Scozia, scrisse a tutte le parrocchie della Scozia dicendo di spingere per un "programma quotidiano e umanistico". Argomentò la sua convinzione osservando che "oltre due terzi" degli scozzesi sono in realtà cristiani e che la percentuale di persone che lavorano nei media non riflette questo, portando ad una "sconnessione fondamentale tra il fornitore e il consumatore".
Nello stesso anno fu indicato come un candidato outsider alla carica di arcivescovo metropolita di Westminster. Il 3 aprile 2009 venne però nominato Vincent Nichols.
Nel febbraio del 2010 compì la visita ad limina.
Il 24 luglio 2012 papa Benedetto XVI lo nominò arcivescovo metropolita di Glasgow. Prese possesso dell'arcidiocesi l'8 settembre successivo, festa della Natività della Beata Vergine Maria. Fu l'ottavo a ricoprire questo ufficio dopo il ripristino della gerarchia cattolica nel paese nel 1878, inesistente dopo la riforma scozzese.
Il 27 febbraio 2013 papa Benedetto XVI lo nominò anche amministratore apostolico dell'arcidiocesi di Saint Andrews ed Edimburgo. Ricoprì questo ufficio fino al 21 settembre successivo, giorno dell'ordinazione di monsignor Leo Cushley.
Il 29 giugno 2013 papa Francesco gli impose il pallio, simbolo degli arcivescovi metropoliti, durante una celebrazione svoltasi nella basilica di San Pietro in Vaticano.
Dal 5 novembre 2012 al 7 novembre 2018 fu presidente della Conferenza episcopale di Scozia. In precedenza fu segretario della stessa.
Nel settembre del 2018 compì una seconda visita ad limina.
Morì per un improvviso infarto nella sua abitazione nella zona Pollokshields di Glasgow il 13 gennaio 2021 all'età di 70 anni. Era in auto-isolamento dopo essere risultato positivo al nuovo coronavirus SARS-CoV-2 alla fine del mese di dicembre 2020.
Le esequie si tennero il 21 gennaio alle ore 12 nella cattedrale di Sant'Andrea a Glasgow e furono presiedute da monsignor  Hugh Gilbert, vescovo di Aberdeen e presidente della Conferenza episcopale scozzese. Al termine del rito fu sepolto nella cripta dello stesso edificio.

## Opinioni
Era indicato come un conservatore sulle questioni religiose e morali.

### Omosessualità
Nell'aprile del 2012 partecipò a una conferenza sulla libertà e la tolleranza religiosa tenutosi all'Università di Oxford. In risposta a un'osservazione fatta da un membro del pubblico, Tartaglia citò la morte di un "membro del parlamento cattolico e gay morto all'età di 44 anni", un probabile riferimento a David Cairns, morto per pancreatite. Il presule affermò che il decesso era potenzialmente dovuto alla sua sessualità. Proseguì il discorso insinuando che la connessione veniva evitata dicendo "[...]  nessuno ha detto nulla  [...] e perché il suo corpo avrebbe dovuto spegnersi a quell'età, ovviamente avrebbe potuto avere una malattia che avrebbe ucciso chiunque, ma a voi sembra di sentire tante storie su questo genere di cose, ma la società non se ne occupa". Il compagno di Cairns, Dermot Kehoe, lo criticò per aver sollevato una questione già contraddetta dalle prove mediche e per aver aggiunto al dolore subito dalla famiglia del defunto. Accusò inoltre Tartaglia di avere pregiudizi e di essere omofobo e ignorante e lo invitatò a scusarsi.

### Abusi sessuali
In merito agli abusi sessuali affermò: "Come presidente della Conferenza episcopale e per conto di tutti i vescovi della Scozia voglio porgere profonde scuse a tutti coloro che sono stati danneggiati e che hanno sofferto in qualche modo a seguito delle azioni di chiunque all'interno della Chiesa cattolica. L'abuso su minori è un crimine orribile. Che questo abuso si sia svolto all'interno della Chiesa e da parte di sacerdoti, rende tale abuso ad un altro livello. Tali azioni sono ineccepibili e intollerabili. Il danno che i perpetratori di abusi hanno causato è innanzitutto verso le loro vittime, ma si estende al di là di loro, alle loro famiglie e amici, così come alla Chiesa e alla società. Vorrei assicurare ai sopravvissuti agli abusi che i vescovi cattolici della Scozia sono vergognati e afflitti per ciò che hanno sofferto. Chiediamo scusa. Chiediamo perdono. Ci scusiamo con coloro che hanno trovato la reazione della Chiesa lenta, antipatica o indifferente e li raggiungiamo mentre accogliamo le raccomandazioni della Commissione McLellan.

## Genealogia episcopale e successione apostolica
La genealogia episcopale è:
- Cardinale Scipione Rebiba
- Cardinale Giulio Antonio Santori
- Cardinale Girolamo Bernerio, O.P.
- Arcivescovo Galeazzo Sanvitale
- Cardinale Ludovico Ludovisi
- Cardinale Luigi Caetani
- Cardinale Ulderico Carpegna
- Cardinale Paluzzo Paluzzi Altieri degli Albertoni
- Papa Benedetto XIII
- Papa Benedetto XIV
- Papa Clemente XIII
- Cardinale Marcantonio Colonna
- Cardinale Giacinto Sigismondo Gerdil, B.
- Cardinale Giulio Maria della Somaglia
- Cardinale Carlo Odescalchi, S.I.
- Cardinale Costantino Patrizi Naro
- Cardinale Lucido Maria Parocchi
- Papa Pio X
- Cardinale Gaetano De Lai
- Cardinale Raffaele Carlo Rossi, O.C.D.
- Cardinale William Godfrey
- Cardinale Gordon Joseph Gray
- Arcivescovo Mario Joseph Conti
- Arcivescovo Philip Tartaglia

La successione apostolica è:
- Vescovo John Keenan (2014)

## Araldica
| Stemma | Titolare                                | Descrizione |
|        | Philip Tartaglia Arcivescovo di Glasgow | Lo stemma di monsignor Tartaglia è un'allusione al miracolo dei pani e dei pesci raccontato nel Vangelo secondo Giovanni. In questo brano sono citati anche gli apostoli Filippo e Andrea. I due pesci incrociati si riferiscono alla croce di Sant'Andrea e sono circondati da cinque pani d'orzo. Un pesce ha un anello d'oro in bocca. Questo si riferisce a una leggenda su San Mungo, ricordata nell'araldica civile ed ecclesiastica di Glasgow fin dal XVI secolo. Questa allude al fatto che Philip Tartaglia è nato a Glasgow e che è stato allievo dell'Accademia di San Mungo. I colori che caratterizzano lo stemma - verde, bianco e rosso - ricordano le origini italiane del presule e gli anni trascorsi a Roma presso il Pontificio collegio scozzese, inizialmente come allievo e poi come rettore. Come motto ha scelto l'espressione "Da robur fer auxilium". Essa è tratta dall'inno latino O salutaris Hostia di San Tommaso d'Aquino e significa "Il tuo aiuto mi dà forza". Lo stemma è completato con gli ornamenti esterni che sono una croce processionale episcopale d'oro, posta dietro allo scudo e che si estende sopra e sotto lo stesso e un cappello ecclesiastico chiamato galero, con dieci nappe in quattro file su entrambi i lati dello scudo. Queste sono le insegne araldiche di un prelato del grado di arcivescovo come da disposizione della Santa Sede del 31 marzo 1969. |